# Акберов, Ренат Мунирович
Ренат Мунирович Акберов (род. 1983, Ижевск) — российский военнослужащий, лётчик первого класса, гвардии подполковник. Заместитель командира эскадрильи вертолётов Ка-52 «Аллигатор». Позывной – «Дерзкий». Герой Российской Федерации (2024).

## Биография
Ренат Акберов родился в 1983 году в Ижевске. 
В 2005 году окончил Сызранское высшее военное авиационное училище лётчиков. 
Был задействован в ходе военной операции России в Сирии, а также принимал участие в российском вторжении на Украину.
В декабре 2024 года удостоен звания «Герой России». 
9 декабря 2024 года в Георгиевском зале Большого Кремлёвского дворца президент России Владимир Путин вручил медаль «Золотая Звезда» Ренату Акберову.

## Награды
- Звание «Герой России» (2024)
- Медаль «За Отвагу»
- Медаль ордена «За заслуги перед Отечеством» с мечами II степени
- Орден Мужества